# Манастир Прохор Пчињски
Манастир Свети Прохор Пчињски је манастир Српске православне цркве који се налази на шумовитим обронцима планине Козјак, на левој обали реке Пчиње, у атару села Старац, 30 km јужно од Врања. Према предању, подигао га је у 11. веку византијски цар Роман Диоген у знак захвалности Светом Прохору Пчињском „Мироточивом”, који му је прорекао да ће постати цар. Манастир ради као културно-просветни центар овог краја и у њему ради богословска школа, преписивачко-илуминаторска радионица, а организовано се учи иконописачки занат.
Манастир Прохор Пчињски као целина представља непокретно културно добро као споменик културе од изузетног значаја.
Старешина манастира је игуман отац Јован (Станојков), са братством на челу је од 2024. године.

## Историја
Политички догађаји који су се одиграли крајем 10. и почетком 11. века, морали су оставити трага у градитељству ове области. Победом Василија II над Самуилом, Византија је вратила раније изгубљене територије Балканског полуострва, што је захтевало реорганизовање политичке и црквене управе и стављање становништва под његов утицај. Царском повељом из 1020. године, Василије II реорганизовао је Охридску патријаршију, сада архиепископију (види: Охридска архиепископија), у којој се спомиње епископија Морзовишка, у чијем саставу је поред осталих места и Козјак – данас име планине у чијем подножју се налази манастир Св. Прохора Пчињског. Њега је изградио византијски цар Роман IV Диоген, на молбу потоњег свеца и патрона храма Прохора Пчињског. Систематска археолошка ископавања уз свестранију анализу досадашњих сазнања, потврдила би тврдњу да је првобитна скромна једнобродна црква саграђена у XI веку или почетком XII столећа.
Према речима Стефана Првовенчаног, Немања је у ратовима са Византијом између 1180–1190. године освојио област Врања. Припајањем новоосвојених територија Србији отворила се потреба за организацијом цркве коју је спровео Св. Сава 1220. године. Манастир је остао у саставу српске државе све до њеног дефинитивног пада.
Краљ Милутин је, уз своје 40 манастир-задужбине, обновио и ову, и из карловачког родослова сазнајемо да САГРАДИ И МАНАСТИР ПШИНСКОМУ ПРОХОРУ, што потврђује и узидана опека на северној фасади старе цркве, са, у плитком рељефу изведеним именом САВА, откривајући његову непосредну бригу о обнови храма, архиепископ Сава III (1309-1316). Једна од најопсежнијих обнова заслуга је краља Милутина, који је ангажовао 1316. или 1317. године солунске сликаре Михаила и Евтихија да осликају нови храм.
После косовске битке 1454. године манастир су разорили Османлије, а 1489. године обновио га је Марин син поп Радоње из Кратова. Тада је осликан фрескама које се убрајају у најзначајније уметничке творевине свог времена. С обзиром да је обнова изведена на стогодишњицу Косовског боја у цркви је осликан и лик Светог кнеза Лазара. Подигнута је и омања црква Светог Јована, од које су данас остали само темељи. Истом приликом кратовски кнез Андрија даривао је манастиру јеванђеље. У 16. веку у манастиру је постојала сликарска зографска радионица, чији су мајстори сликали фреске великих ликовних вредности у капели на јужној страни цркве. Такође ту су радиле писарница и штампарија.
Још два пута је манастир страдао од стране Турака и Арнаута. А у првој половини 19. века наступила су боља времена, милошћу Хусеин-паше Каваназоглуа (1821) који је био необично наклоњен и штитио хришћанску светињу. Али манастирска црква је изгорела у пожару 1854. године непажњом поп Сташе. Тада је и гроб Св. Прохора био оштећен. Манастирски храм са шест одељења је брзо поправљен, а остаци светих мошти су узидани у у олтарском зиду. У манастиру је у то време живео "Газда" (домаћин манастира) Недељко Ковачевић, изузетно богат а скроман човек. Нити се калуђерио, нити женио а у манастиру је живео и свој новац за манастирске потребе трошио. Дружио се и хранио са манастирским слугама, најамницима и чобанима. Манастирски епитроп Недељко је срушио четири одељења и сазидао нову цркву а од старе само одељење са гробницом и исповедаоницом сачувао у новом олтару.
Манастир се нашао поново у оквирима српске државе 1912. године. За време Првог светског рата 1915. године Бугари су опљачкали манастир а игумана Владимира Протића, калуђера Арсенија и поп Стојана извели на Рујан, где су их код села Лукарца 22. октобра те године исекли ножевима па полили петролејом и запалили. У њему се 1927. године обрео Рус избеглица, Иван Оерн, иначе пореклом од шведске племићке породице Оерн. Али уместо да се закалуђери, по савету старешине манастира постао је административно лице. Тај бивши руски царски војник код Врангела, па жандарм у Бијелом Пољу, те студент технике у Београду оправдао је очекивања и знатно унапредио манастирску економију. Решењем Скопске епархије скромни племић је премештен у манастир Лешок, да и тамо помогне својим ангажманом. Године 1930. манастирски старешина је био игуман Сава. Манастир је имао вредну шуму на Козјак-планини, додуше тешко доступну за експлоатацију, приходе од две воденице, али главни извор прихода су били прилози приликом прославе и такса за исечене колаче.
Овде се налазила Болница у манастиру Св. Прохора Пчињског.

### Значај за Северну Македонију
Дана 2. августа 1944. године, у манастиру Свети Прохор Пчињски одржано је заседање Антифашистичке скупштине народног ослобођења Македоније (АСНОМ) које је одлучило да се оснује македонска држава као чланица федералне Југославије. Овај догађај се у Републици Македонији слави као „Дан државности“.
Последњих деценија обележавање овог догађаја био је један од повода за сукоб Српске православне цркве и власти Републике Македоније.

## Манастир
Манастирска ограда од тесаног камена покривена је каменим плочама и ћерамидом. Са северне, западне и јужне стране су импозантне зграде конака. Главна, Врањска, капија са запада води право ка улазу у цркву, док је она на југу испод конака окренута Куманову, по чему је добила име. Источно, цркву од зграде Митрополије одвајају делимично откривени темељи, по свој прилици цркве св. Јована, дела средњовековне манастирске целине, којој припада средишњи део порте око гроба Св. Прохора Пчињског.
Древно светилиште саграђено је на старом култном месту званом "Испосница", где је живео преподобни Прохор Пчињски. У ту пећину на стени се могло због отвора, ући само пузећи. И поред недостатака поузданих материјалних доказа има разлога за тврдњу да је садашњи гроб Св. Прохора део првобитног храма. Од најстарије светиње до данас је очувана капела где почивају мошти Св. Прохора. У питању је мала, поклоничка ниска правоугаона просторија. У сферно обликованој источној страни смештене су мошти светитеља, где је, у десном горњем углу мали отвор из кога већ цео миленијум извире чудотворно миро. Правило је било да верници претходно оперу ноге том водом, а затим пузећи са упаљеном воштаницом уђу у испосницу ради молитве. Св. Прохор је тренутно једини српски светитељ-мироточац у Србији.
Складно сложене опеке, камење и малтерне фуге из времена краља Милутина, чине изненађујуће колористичке ефекте који се мењају у зависности од угла под којим сунце осветљава фасадне површине. Судећи по сачуваној бордури на северном зиду, црква је некада имала зидани иконостас. Црква се значајно обновила крајем XVI века, када је дограђен параклис у славу Богородице, којом приликом је коришћен исти материјал за градњу, али на мање декоративан начин. У параклис се из наоса улази ходником уз гробницу Св. Прохора и кроз врата на јужној страни нове цркве. Нова црква започета је 1898. а довршена 1904. године. У цркву се улази са запада преко дванаест полукружних степеника.
У манастирском комплексу доминирају два конака, од којих „врањски конак“, монументалних размера, представља једну од најлепших грађевина овог типа у Србији. Грађен је између 1854. и 1862. године, заслугом Хаџи-Михаила Погачаревића, трговца из Врања. У том старијем конаку било је 70 пространих соба, а у новијем су 22 модерно уређене собе, са једном великом пространом салом.
Првобитна црква, подигнута над гробом овог чувеног светитеља и мисионара, више пута је обнављана. Садашња монументална вишекуполна црква, саграђена 1898. године, обухватила је старија здања. У олтарском простору налази се гробница Светог Прохора Пчињског и монашка костурница. Најзаслужнији за оправку је био Недељко Ковачевић, дугогодишњи манастирски тутор родом из села Клиновца, у Прешевском срезу. По упокојењу Недељка, иначе заслужног старог четничког јатака, његово тело је у знак почасти сахрањено у манастирској порти.
Манастирски Краљев конак је изгорео 27. јануара 2014. године.

## Старешине манастира
- Петроније Поповић, (1873—1879).
- Владимир Поповић, (1891—1912).
- Владимир Протић, (1912—1915).
- Јован Додић, (1917—1921).
- Кирило Рус, (1921—1923).
- Методије Миловановић, (1923—1926)
- Сава Митровић, (1926—1930).
- Вартоломеј Дебељачки, (1932—1935).[12]
- Мирон Ђурић, (1935—1941).
- Пимен Милић, (1943—1987).[13]
- Јелена Стевановић, (1987—1992).[14]
- Пајсије (Танасијевић), (1993—1996).[15]
- Пахомије Гачић, (1996—1999).[16]
- Пајсије (Танасијевић), (1999—2003).
- Серафим Мишић, (2003—2006).[17]
- Пахомије Гачић, (2009—2011).
- Николај Младеновић, (2011—2014).[18]
- Стефанида Главчић, (2014—2018).[19]
- Методије Марковић, (2020—2024).[20]
- Пахомије Гачић,  (2024—тренутни).[2]

## Иконе
Најстарије зидне слике налазе се на спољним површинама гробнице Св. Прохора Пчињског. Не видимо их, али са сигурношћу можемо тврдити да постоје. За разлику од осталих зидних површина, три слоја фреско малтера констатована су једино са спољне стране северног зида капеле, или јужног зида цркве, као најстаријег дела светилишта. Други пут црква је живописана после обнове из времена архиепископа Саве III (1309-1316). Један од најзначајнијих сликара византијског света ангажован на двору краља Милутина, Михаило Астрапа, живописао је цркву Св. Прохора 1316. или 1317. године. Свој рад он је обележио потписом на округлом штиту Св. Димитрија (Х МИ ХА НЛ), заштитника града из кога је уметник дошао. Доста фресака је непрепознатљиво из тог доба, али разликују се Архијереји из поклоњења Христу Агнецу, Св. Данило Столпник и Св. Архиђакон Стефан, Св. Кирило Александријски и Св. Климент Охридски, св. Никола и Св. Силвестер... Због скоро потпуног уништења осталих фресака, 1488/9. године исликане су нове, на месту старих, руком младог, али искусног фрескописца, који је поштовао старе, те је направио прво скице старих и на њих доцртао нове фреске, које и дан данас тамо, уз све остале, и стоје. Много фрескописаца је доцртало нове фреске, које се веома лако дају препознати, а чине ову цркву једну од највећег уметничког подухвата из свих доба фрескосликарства.
Једна од можда најпрепознатљивијих и значајнијих је икона Св. Прохора Пчињског (118 cm х 85 cm) са сценама из његовог житија, настала 1871. године, коју је израдио самоуки иконописац Захарије Десперски Самоковац.
За време игумана Вартоломеја (1934) почело се са обновом иконостаса манастирског храма. Посебно је успела икона Пресвете Богородице, израђена у модерном колориту.

## Галерија
- Клисура реке Пчиње и манастир Прохор Пчињски виђени са видиковца на путу ка манастиру.
- Спомен капела на улазу
- Спомен плоча посвећена реновирању
- Фотографија из прошлог века на зиду "Врањског конака"

Врањски конак
- Путоказ "Врањски конак"
- Врањски конак
- Унутрашњост
- Дрвене степенице
- Ценовник у етно стилу
- Портрет Аве Јустина (Јустина Поповића) на зиду Врањског конака